# Hugo Sörby
Hugo Sörby, född 11 februari 2001, är en svensk friidrottare (främst släggkastare) som tävlar för Upsala IF. 

## Karriär
Vid inomhus-SM 2021 i Malmö tog Sörby sin första SM-medalj, ett brons, i viktkastning. Vid inomhus-SM 2025 i Växjö tog han guld i viktkastning.